# Sigue Sigue Sputnik

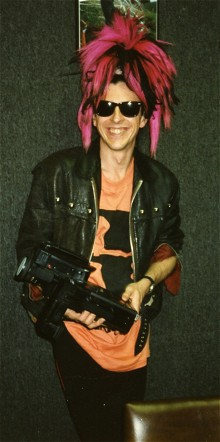
Tony James in 1986

Sigue Sigue Sputnik [uitspraak: zi'ɡeː zi'ɡeː 'sputnɪk] was een Britse new wave en glampunk-band opgericht in 1982 door Tony James, bassist in Billy Idol's band Generation X, en Magenta Devine. Ze zijn bekend van "Love Missile F1-11", hun enige hit. 

## Geschiedenis

### Ontstaan van Sigue Sigue Sputnik (1982–1986)
De eerste leden van de band waren Tony James (gitarist), Martin Degville (zanger), Neal Whitmore alias Neal X (gitarist), Chris Kavanagh (drummer), Yana Yaya (keyboards) en Ray Mayhew (drummer). De naam Sigue Sigue Sputnik werd ontleend aan een straatbende uit Moskou, waarover in 1980 in de Herald Tribune een artikel verschenen was. Tony James, die nog in Generation X van Billy Idol gespeeld had, was de eigenlijke stichter. Hij gaf later te kennen dat hij alles te danken heeft aan zijn toenmalige vriendin Magenta Devine, die altijd met een zwarte zonnebril in de media verscheen. 
Devine brainstormde over en voor de band en werkte de ideeën van James en haarzelf uit. Ze overleed in 2019 op 61-jarige leeftijd. In eerste instantie vroeg James aan Andrew Eldritch en Annie Lennox om de zang van de groep voor hun rekening te nemen. Eldritch wilde zich echter liever op zijn andere groep, The Sisters of Mercy, concentreren, en James zag het niet zitten om enkel een vrouwelijke stem aan het hoofd van de band te hebben. Lennox werd de zangeres van Eurythmics en Degville kwam daardoor bij de groep terecht. James leerde hem kennen in een club genaamd "Yaya".

### Grootste succes;Love Missile F1-11enFlaunt It(1986)
Hun debuutalbum, Flaunt It uit 1986, bevatte het succesrijke nummer "Love Missile F1-11", dat ook als soundtrack voor de film Ferris Bueller's Day Off gebruikt werd, en door Giorgio Moroder geproduceerd. Het nummer haalde in 2002 tevens de soundtrack van het computerspel Grand Theft Auto: Vice City, dat immens populair werd. Ook het nummer "21st Century Boy" was een succesje voor de band. Het album Flaunt It werd in een extreem brede platenhoes verkocht waarop het logo van de linkse activistengroep Cellules Communistes Combattantes stond. De pauzes tussen de verschillende nummers werden geveild: zo bevindt zich op de plaat bijvoorbeeld een reclamespotje voor L'Oréal.

### Dress for Excess& einde van de band (1988–1989)
Hun platenmaatschappij zette hen onder druk om met het producerstrio Stock, Aitken & Waterman samen te werken, teneinde in 1988 de single "Success" uit te brengen. Dit was niet naar de zin van Sigue Sigue Sputnik; op de hoes vermeldden ze dan ook als uitvoerders „Sputnik Aitken Waterman“, en er verscheen een waarschuwing op de single: „Non Rock and Roll product, distributed under pressure“. De band viel na het album Dress for Excess, dat in 1988 matig werd onthaald, uiteen. Tony James werd van 1989 tot 1991 bassist bij The Sisters of Mercy, Neal X werkte mee aan een album van Marc Almond en Chris Kavanagh ging naar Big Audio Dynamite. In 1990 bracht de band een compilatiealbum uit genaamd The First Generation. Er volgde van 1991 tot 1992 reeds een kortstondige reünie.

### Reünies, met en zonder James en Whitmore (2001–heden)
In 2001 verenigde Tony James de leden Martin Degville en Neal X opnieuw tot Sigue Sigue Sputnik; in die periode stond de jaren 80-muziek sterk in de belangstelling. Ze namen een nieuw album op, Piratespace, waarover de fans zeer enthousiast waren, maar dat door het grote publiek slechts lauw onthaald werd.
In 2003 kregen Neal X en Tony James ruzie met Martin Degville, en opnieuw viel de band uit elkaar. Volgens Degville had James hem nooit correct uitbetaald; volgens James had Degville een drankprobleem.
James richtte met Mick Jones van The Clash de groep Carbon/Silicon op, en Degville stichtte het project Sputnik2.
Toen Degville zich in 2006 met de andere leden wilde verzoenen, wilden zij hem voor de rechtbank slepen, daar hij op een van de concerten van Sputnik2 onrechtmatig de naam Sigue Sigue Sputnik gebruikt zou hebben.
Sedert 2003 toert Martin Degville, tezamen met Mark Standley van Pleasuredome en Mandy Minx, onder de naam Martin Degville's Sigue Sigue Sputnik.

## Stijl
Sigue Sigue Sputnik heeft altijd groot belang aan aandachttrekkerij gehecht. In de beginperiode, toen de punk nog in zwang was, vielen ze reeds op met hun schreeuwerige kapsels, piercings en tatoeages. Hun optredens waren doorgaans opzettelijk stijlloos, en hun muziek zat vol opdringerige beats en agressieve ritmes, die bijwijlen op de latere techno vooruitliepen. Door toedoen van hun harde, confronterende muziek, met vaak sombere, pessimistische teksten, gebracht in foeilelijke outfits, werden ze in de pers doorgaans 'Sick Sick Sputnik' genoemd.
Ze cultiveerden bewust een misselijkmakend imago. Tony James, de bezieler / bedenker / frontman van Sigue Sigue Sputnik, stelde de band nogal gevleugeld voor als "Hi-tech sex, designer violence and the fifth generation of rock-'n-roll". Door critici werd de band soms als satirisch bestempeld of als "uit een comic gehaald". Ze staken de draak met oorlog, politiek en de samenleving in hun schijnbaar gecreëerde universum. De groep nam namelijk zelf beeldmateriaal op van hun dagelijkse bezigheden en van hun optredens met als gevolg dat hun uiterlijk vertoon volgens sommigen belangrijker was dan hun muziek.

## Discografie

### Albums
- 1986 Flaunt It
- 1988 Dress for Excess
- 1992 The First Generation
- 1997 The First Generation – Second Edition
- 1998 The Ultimate 12" Collection
- 2000 Sci-Fi Sex Stars
- 2001 Piratespace
- 2001 21st Century Boys – The Best of Sigue Sigue Sputnik
- 2002 Blak Elvis vs. The Kings of Electronic Rock and Roll
- 2003 Ultra Real
- 2007 Ray of Light

### Singles
| Single met eventuele hitnotering(en) in de Nederlandse Top 40 | Datum van verschijnen | Datum van binnenkomst | Hoogste positie | Aantal weken | Opmerkingen                 |
| ------------------------------------------------------------- | --------------------- | --------------------- | --------------- | ------------ | --------------------------- |
| Love Missile F1-11                                            | 1986                  |                       | 36              | -            | Nr. 30 in de Single Top 100 |

| Single met hitnotering(en) in de Vlaamse Ultratop 50 | Datum van verschijnen | Datum van binnenkomst | Hoogste positie | Aantal weken | Opmerkingen |
| ---------------------------------------------------- | --------------------- | --------------------- | --------------- | ------------ | ----------- |
| Love Missile F1-11                                   | 29-03-1986            | 10-05-1986            | 20              | 7            |             |